# La Bosse (Doubs)
La Bosse è un comune francese di 76 abitanti situato nel dipartimento del Doubs nella regione della Borgogna-Franca Contea.

## Società

### Evoluzione demografica
Abitanti censiti